# 山内大輔
山内 大輔（やまのうち だいすけ、1972年7月4日）は、日本の映画監督、脚本家。埼玉県出身。

## 経歴
1995年に日本大学芸術学部映画学科監督コース卒業。
自主制作の短編スプラッター映画『血の赤に染めろ！』が第7回（1996年）ゆうばりファンタスティック映画祭で審査員特別賞を受賞。
1998年、オリジナルビデオ『女の子の部屋』で商業監督デビュー。
その後、『赤い密室（へや）』『無残画（むざんえ）』といったエログロ系オリジナルビデオシネマを中心に活動。2002年の『夢野まりあ　超・淫乱女の私性活』以降はピンク映画にも進出。ピンク映画のアカデミー賞・ピンク大賞で2011年『色恋沙汰貞子の冒険　私の愛した性具たちよ…』、2014年『欲望に狂った愛獣たち』で作品賞を受賞。
第30回ピンク大賞では『ひまわりDays』が最優秀作品賞を受賞。『赤いふうせん』が優秀作品賞を受賞。
自主映画ではホラーを主題としていたこともあり、大蔵映画から連なる怪談ものを得意としている。
2025年4月12日には新文芸座にて特集上映「山内大輔レトロスペクティブ VOL.1 VISION OF HELL 地獄篇」が企画され、『血の赤に染めろ!』（1996年）『少女地獄一九九九』（1999年）『色恋沙汰貞子の冒険 私の愛した性具たちよ…』（2010年）『犯（や）る男 最終版』（2015年）『静寂（しじま）に抱かれる女 完全版』（2016年）が上映される。
同名の俳優（読みは「やまうち・だいすけ」）もいるが別人。ただし、山内自身も映画作品にエキストラなどで俳優参加している作品が多数ある。

## 監督
インデントが下がってる作品は上記作品の再編集版。

### 映画
- 夢野まりあ　超・淫乱女の私性活 （2002年10月25日、Xces Film） - 監督・脚本[5]
- 疼く義母と娘　猫舌くらべ（2003年4月21日、Xces Film） - 監督・脚本・編集
- 便利屋家政婦　鍵の穴から（2004年4月2日、Xces Film） - 監督・脚本・編集
- 喪服不倫　黒足袋婦人（2005年4月1日、Xces Film） - 監督・脚本[6]
- エプロン寮母　からみつく痴態（2005年8月12日、Xces Film） - 監督・脚本[7]
- 喪服レズビアン 恥母と未亡人（2006年1月20日、Xces Film） - 監督・脚本
- 美姉妹レズ 忌中の日に…（2006年8月11日、Xces Film） - 監督・脚本
- レンタルお姉さん 欲望家政婦（2006年12月22日、Xces Film） - 監督・脚本
- 老人と美人ヘルパー 助平な介護（2007年4月27日、Xces Film） - 監督・脚本
- 性執事 私を、イカして！（2007年10月19日、Xces Film） - 監督・脚本
- 色恋沙汰貞子の冒険 私の愛した性具たちよ…（2010年12月31日、Xces Film） - 監督・脚本
- スナック桃子　同衾の宿（2013年7月26日、Xces Film） - 監督・脚本[8]
- 黒い団地妻　妊娠したい入居者（2013年9月13日、新日本映像） - 監督・脚本[9]
- 欲望に狂った愛獣たち（2014年10月24日、オーピー映画） - 監督・脚本・音楽[10]
- 痴漢電車　悶絶！裏夢いじり（2015年1月2日、オーピー映画） - 監督・脚本・編集[11]
  - 犯（や）る男（2015年8月22日、オーピー映画） - 監督・脚本・編集
  - 犯（や）る男・最終版（2017年7月6日、オーピー映画） - 監督・脚本・編集
- 情炎の島　濡れた熱帯夜（2015年8月14日、オーピー映画） - 監督・脚本・編集
  - よみがえりの島（2016年8月20日） - 監督・脚本・編集
- 淫暴の夜　繰り返す正夢（2016年9月16日、オーピー映画） - 監督・脚本・編集
- 人妻漂流　静寂のあえぎ（2016年11月4日、オーピー映画） - 監督・脚本・編集
  - 静寂（しじま）に抱かれる女（2017年7月2日、オーピー映画） - 監督・脚本・編集
- ぐしょ濡れ女神は今日もイク！（2017年3月24日、オーピー映画） - 監督・脚本・編集
- 私みたいな女（2017年7月4日、オーピー映画） - 監督・脚本・編集（「性辱の朝　止まらない淫夢」および「淫暴の夜 繰り返す正夢」2作の再編集版）
- ももいろ絵本 イッてみよう、ヤッてみよう！（2017年5月19日、オーピー映画） - 監督・脚本・編集
  - ミカヨのクレヨン（2018年8月28日、オーピー映画） - 監督・脚本・編集[12]
- 女ゆうれい　美乳の怨み（2017年8月4日、オーピー映画） - 監督・脚本・編集
  - 赤いふうせん（2018年8月28日、オーピー映画） - 監督・脚本・編集[13]
- ひまわりDays　全身が性感帯（2017年10月13日、オーピー映画） - 監督・脚本・編集
  - ひまわりDays（2018年8月29日） - 監督・脚本・編集[14]
- 変態家族　碧い海に抱かれて（2018年1月26日、オーピー映画） - 監督・脚本・編集
  - ヤーニンジュの島（2018年8月27日、オーピー映画） - 監督・脚本・編集[15]
- アブノーマルファミリー 新妻なぶり（2018年11月16日、オーピー映画） - 監督・脚本・編集[16]
- スナックあけみ　濡れた後には福来たる（2018年12月14日、オーピー映画） - 監督・脚本・編集[17]
  - スナックあけみ（2019年8月27日、オーピー映画）※一般公開用編集版[18]
- 再会の浜辺 後悔と寝た女（2018年2月23日、オーピー映画） - 監督・脚本・編集[19]
  - 再会の浜辺（2018年8月26日、オーピー映画） - 監督・脚本・編集
- ぐしょ濡れ女神は今日もイク！ （2017年3月24日、オーピー映画）- 監督・脚本・編集[20]
  - しあわせ配達人・ユリ子（2018年8月31日、オーピー映画） - 監督・脚本・編集[21]
- 最短距離は回りくどくて、（2019年7月5日、オーピー映画） -  監督・脚本
- 若妻トライアングル ぎゅっとしめる（2019年7月19日、オーピー映画） -  監督・脚本・編集[22]
  - まりかマリカまりか（2019年8月28日、オーピー映画）※若妻～の一般公開編集版[23]
- 変態怪談　し放題され放題（2019年8月16日、オーピー映画） -  監督・脚本・編集[24]
  - やさしい男（2020年）
- はめ堕ち淫行　猥褻な絆（2020年3月6日、オーピー映画） -  監督・脚本・編集
- つれこむ女 したがりぼっち（2020年7月17日、オーピー映画） -  監督・脚本・編集[25]
- 最短距離は回りくどくて、 -雨とソーダ水-（2020年10月23日、OP PICTURES） -  監督・脚本[26]
- 最短距離は回りくどくて、 -落花流水-（2020年11月6日、OP PICTURES） -  監督・脚本[26]
- 短篇集 さりゆくもの「ノブ江の痣」（2021年2月20日、ぴんくりんくフイルム）※オムニバス映画の一編を担当[27]
- 淫靡な女たち  イキたいとこでイク!（2021年4月9日、オーピー映画） -  監督・脚本・編集
  - 人妻、ジャンプする!（2021年11月8日）
- ペッティング・モンスター  快楽喰いまくり（2021年7月30日、オーピー映画）
  - ベロマリカ（2021年11月7日）
- いんらん百物語 喜悦絶叫!（2022年7月29日、オーピー映画）
  - ものの怪病院（2022年12月8日）
- バーミリオン（2022年12月、オーピー映画）[28]
- 美乳若妻と巨乳女将　蕩けるお宿（2023年7月28日、オーピー映画）
  - あなたに会いたくて…（2023年12月6日、オーピー映画）
- みちるさんがやってくる（2023年12月1日、オーピー映画）[29]
- ヘヴンズ×キャンディ（2024年7月13日、OP PICTURES+）[30]
- 異常性欲の夜 うごめく肉唇（2024年8月2日、オーピー映画）
  - 告示事項アリ（2024年12月4日）
- 漁師の嫁 天然巨乳快楽漬け（2024年11月1日、オーピー映画）
  - 人妻人魚（2024年12月8日）
- なのに、やめられない　スズカのスナック（2024年12月8日、オーピー映画）[31]
- 犬とナマズ THE DOG & THE CATFISH（2024年12月14日、オーピー映画）Cinema Interdit”最も狂った映画”賞受賞作[32]
- 人妻怪談 淫欲むせび泣き（2025年8月1日、オーピー映画）[33]
- 美味しい運命（2025年9月5日、OP PICTURES）[34]

### オリジナルビデオ
- 女の子の部屋　お手入れ生中継！！（1998年、エアフィールド）
- 赤い密室（へや） 禁断の王様ゲーム (1999年) - 企画/脚本/監督
- DEAD A GO!GO!　デッド ア ゴー! ゴー! (1999年) - 脚本/監督/企画
- 無残画（むざんえ） AVギャル殺人ビデオは存在した！ (1999年) - 企画/脚本/監督
- 少女地獄一九九九 (1999年) - 監督/脚本/企画
- 新・赤い密室（へや） 壊れた人形たち (2000年) - 脚本/企画/監督
- 鮮血の絆 鬼畜レイプ犯を震撼させた姉妹 (2000年) - 監督/脚本/企画
- 最強女子コーセー伝説　キョーコVSゆき (2000年) - 脚本/監督
- アンドロイドガール　RIMA　～指令・女ゴコロをインストールせよ！～（2003年、エッジ）
- アンドロイドガール　NAMI　～激闘！！女ヴァンパイアＶＳメカ美少女～（2003年、エッジ）
- 義母発情／崩壊する家族の性モラル (2003年) - 監督/脚本
- 黒足袋婦人　喪服不倫 (2005年) - 脚本/監督
- 便利屋家政婦　鍵の穴から (2005年) - 監督/脚本
- 好色オヤジの変態物語／いつも、誰かに、見られてる… (2005年) - 監督/脚本
- 秘密の課外授業 (2006年) - 脚本/監督
- サディスティック・ヨガ (2006年) - 監督/脚本
- 喪服レズビアン／仏壇返しの夜 (2006年) - 脚本/監督
- イケイケ団地妻 (2007年) - 脚本/監督
- 色情狂の女たち (2007年) - 脚本/監督
- 黒いエロ執事 (2007年) - 脚本/監督
- 欲求不満の艶妻（ツヤヅマ） (2012年) - 脚本/編集/監督
- パンスト美脚妻 (2012年) - 編集/脚本/監督
- 喪服を濡らす未亡人 (2013年) - 編集/脚本/監督
- 団地妻　蜜のしたたり (2013年) - 脚本/監督/編集
- 連勝パチンカーれい子　～幽霊確変大当たり！～ (2013年[35]) - 監督/脚本
- OLの性癖　プライド高いＯＬ女を調教…。 (2013年) - 監督/脚本
- いもうとは幼な妻 (2013年) - 脚本/監督
- ゾンビ・ブライド (2013年) - 脚本/監督
- かまきり婦人　３０３号室の秘密 (2013年) - 監督/脚本/音楽
- 団地妻　昼下りの牝猫たち (2013年)
- ハーフゾンビ　DEAD or ALIVE (2014年)	 - 脚本/監督
- アンデッド・セメタリー (2014年) - 監督・脚本[36]
- リベンジ パチンカー亜美 (2014年) - 脚本/監督
- 嬢王ゲーム (2014年) - 脚本/監督
- 嬢王ゲーム　女の下剋上決戦 第２章 (2015年) - 脚本/監督
- あぶない女刑事　ＳＥＸＹリベンジ (2015年) - 脚本/監督
- 歌舞伎町ブラックスワン (2015年) - 脚本/監督
- 夜王誕生　-真黒（くろ）の太陽- (2015年) - 脚本/監督
- 女闇金-ユリ-　恥辱に悶える夜の花園 (2015年) - 脚本/監督
- 監獄飼育　～凌辱の女囚アリサ～ (2015年) - 監督
- 新・嬢王ゲーム　帰ってきた伝説の女 (2015年) - 脚本/監督
- 新・嬢王ゲーム　SEX or LOVE (2016年) - 脚本/監督
- 夜王誕生　～女を喰らう男たち～ (2016年) - 脚本/監督
- 新・夜王誕生　女の金と魂をしゃぶり尽くす犬ども (2017年[37]、ネクスタシーEX) - 監督/脚本
- 歌舞伎町ブラックスワン　キャバクラ・風俗・AV　闇の女手配師 -深雪- (2017年) - 	脚本/監督[38]
- 新・夜王誕生　夢とＳＥＸに溺れる女どもの飽くなき欲望 (2017年[39]、彩プロ) - 監督・脚本
- リベンジポルノ　ＰＡＩＮ　ＯＦ　ＬＯＶＥ（2018年、スターボード）- 監督・脚本・編集[40]
- 夜王伝説　美女を貪るネオン街の野望（2018年、ネクスタシーEX）- 監督・脚本[41]
- 嬢王夜曲　姉妹キャバ嬢SEX対決（2018年、ネクスタシーEX）[42]- 監督・脚本
- 女闇金-千鶴- 完熟　性欲を糧にする美獣の誘惑 (2019年) - 脚本/監督[43]
- 闇の女手配師 -リオ-　キャバクラ・AV・風俗　妖艶美女スカウト (2019年) - 脚本/監督[44]
- 嬢王夜曲２　美人キャバ嬢欲望満開ナイト (2019年、ネクスタシーEX)- 監督・脚本
- 佐倉絆 デビュー5周年記念ドラマ作品　さよならの時間（2019年8月9日、トップマーシャル、ケイ・エム・プロデュース）
- ホラーハウス（2021年2月25日、オールインエンタテインメント）[45]
- ホラーハウス Vol.2（2021年3月25日、オールインエンタテインメント）
- 夜王伝説3 闇夜に咲きネオンに踊る淫らな華たち（2022年5月4日、ネクスタシーEX）[46]
- 真・夜王伝説　極上SEXの罠に堕ちる美女たち（2022年10月5日、竹書房）[47]
- 夜王烈伝 愛のカリスマを目指す男（2024年12月4日、ネクスタシーEX、シネマファスト）※レンタルのみ[48]
- 夜王烈伝2 打倒No.1への道（2024年12月27日、ネクスタシーEX、シネマファスト）※レンタルのみ[49]
- 夜王烈伝3 眠らない街を制覇せよ（2025年3月5日、ネクスタシーEX、シネマファスト）※レンタルのみ[50]

### ウェブドラマ
- あの子が生まれる……（2020年7月18日 - 9月19日、FOD）[51]　※フジテレビでも放送
- 新・嬢王夜曲2　極上キャバ嬢が誘う愛と快感のワナ（2022年7月6日、ネクスタシーEX）[52]
- 真・透明変態人間　美女を襲う透明香水の甘い罠（2022年9月2日、シネポップ、シネマファスト）[53]
- 真・透明変態人間2　魔性の香水に翻弄されるオンナたち（2022年10月5日、シネポップ、シネマファスト）[54]
- 時空変態童貞（2023年2月3日、シネポップ、シネマファスト）[55]
- 時空変態童貞２ このループ、何度ヤッても止められない!（2023年3月3日、シネポップ、シネマファスト）[56]
- 真・夜王伝説２ ネオン街No.1の夢と肉欲の罠（2023年5月3日、ネクスタシーEX、シネポップ）[57]
- 真・夜王伝説３ 女たちよ、極上の快楽に魅せられろ（2023年6月2日、ネクスタシーEX、シネポップ）[58]
- 真・夜王伝説４ ネオン街No.1への甘美で危険な道（2023年10月4日、ネクスタシーEX、シネポップ）[59]
- 闇の女手配師レイカ 妖艶美女スカウトが誘う甘美な闇（2023年11月3日、ネクスタシーEX、シネポップ）[60]
- 真・透明変態人間3 淫靡な香りの奥に透けるオンナの欲望（2024年1月5日、シネポップ、シネマファスト）[61]
- 真・透明変態人間4 妖艶美女は危険とエロスの香り（2024年2月2日、シネポップ、シネマファスト）[62]
- 嬢王協奏曲（コンチェルト） 夜の栄冠は美女に輝く（2024年6月5日、ネクスタシーEX、シネマファスト）[63]
- 嬢王協奏曲2（コンチェルト） キャバ嬢たちの夢踊る旋律（2024年7月3日、ネクスタシーEX、シネマファスト）[64]
- 嬢王協奏曲3（コンチェルト） そして輝く夜の伝説（2025年4月5日、ネクスタシーEX）[65]
- 嬢王vs夜王 甘美なる夜の遊戯（2025年7月10日、ネクスタシーEX、シネマファスト）[66]

### テレビドラマ
- OTHELLO（2022年、朝日放送） - 監督[67]

### その他スタッフ参加
- そして天使は歌う　ぼ・ぼ・僕らは正義の味方（1997年7月26日） - 助監督
- タオの月（1997年11月29日） - 助監督
- おやじ男優Z（2014年10月25日） - 編集
- 女幽霊 (2014年、オールインエンタテインメント) - 脚本